# Кацман, Хаим
Хаим Кацман (ивр. חיים כצמן‎, 3 октября 1991, Израиль — 7 октября 2023, Холит, Южный округ) — израильский общественный деятель, борец за мир и учёный. Убит Хамасом 7 октября 2023 года во время резни в Холите в Израиле.

## Биография
Кацман родился 3 октября 1991 года в Израиле. Его родители иммигрировали в Израиль из Нью-Йорка в 1990 году. Его мать была родом из Цинциннати, а отец — из Сиэтла. Его бабушка и дедушка по материнской линии пережили Холокост. Кацман жил в Петах-Тикве, но после прохождения обязательной службы в ЦАХАЛе переехал в кибуц Холит из желания «возродить» общину. Сначала он работал автомехаником, а затем стал садовником в кибуце. Позже он открыл там бар.
Кацман учился в Открытом университете, где изучал философию и политологию, а затем получил степень магистра политики в Университете Бен-Гуриона, где он возглавлял союз адъюнкт-профессоров. Он переехал в Сиэтл, чтобы получить докторскую степень по международным исследованиям в Вашингтонском университете. Во время обучения в Вашингтонском университете он преподавал иврит в синагоге Сиэтла и был сокоординатором университетской израильско-палестинской исследовательской группы. Кацман вернулся в Холит после начала пандемии COVID-19. Получил степень дистанционно, заслужив премию Баруха Киммерлинга (присуждаемую Ассоциацией израильских исследований) за лучшую дипломную работу в 2020 году и получив диплом в 2021 году. Его диссертация была посвящена религиозному сионизму в Израиле.
Кацман был против израильской оккупации Западного берега реки Иордан и отказался посещать израильские поселения в этом регионе. Он участвовал в работе нескольких групп активистов, в том числе Machsom Watch и группы, которая организовывала смены «защитного присутствия» для палестинских общин на Хевронских холмах. Он давал показания по делу организации «Шоврим штика», а также участвовал в волонтёрской работе в Рахате.
На момент смерти Кацман работал преподавателем философии, политики и общества Израиля. Его академические исследования были сосредоточены на религиозных сионистских общинах.

## Гибель
Кацман находился в кибуце Холит во время нападения боевиков ХАМАС 7 октября 2023 года; ему было 32 года. Он и его соседка Авиталь Аладжем вместе прятались в чулане, и когда их нашли, Кацман прикрыл её своим телом; она выжила. Затем боевики ХАМАС увезли женщину в Газу, но в итоге бросили её. Ей удалось забрать своих детей, 4-месячного и 4-летнего ребёнка, обратно в Холит.
Кацман был похоронен 12 октября в Петах-Тикве, на кладбище Яркон.
Друзья и семья Кацмана заявили, что Хаим Кацман не хотел бы, чтобы его смерть использовалась в качестве оправдания войны в Газе 2023 года.